# 어비바 몬질로
어비바 몬질로(영어: Aviva Mongillo, 1998년 2월 6일 ~ )는 캐나다의 배우 겸 가수로, 가수 활동명 케리스(Carys)로도 알려져 있다.

## 음반 목록

### EP
- Songs About Boys (2017)
- To Anyone Like Me (2020)